# Georg Clemens Perthes

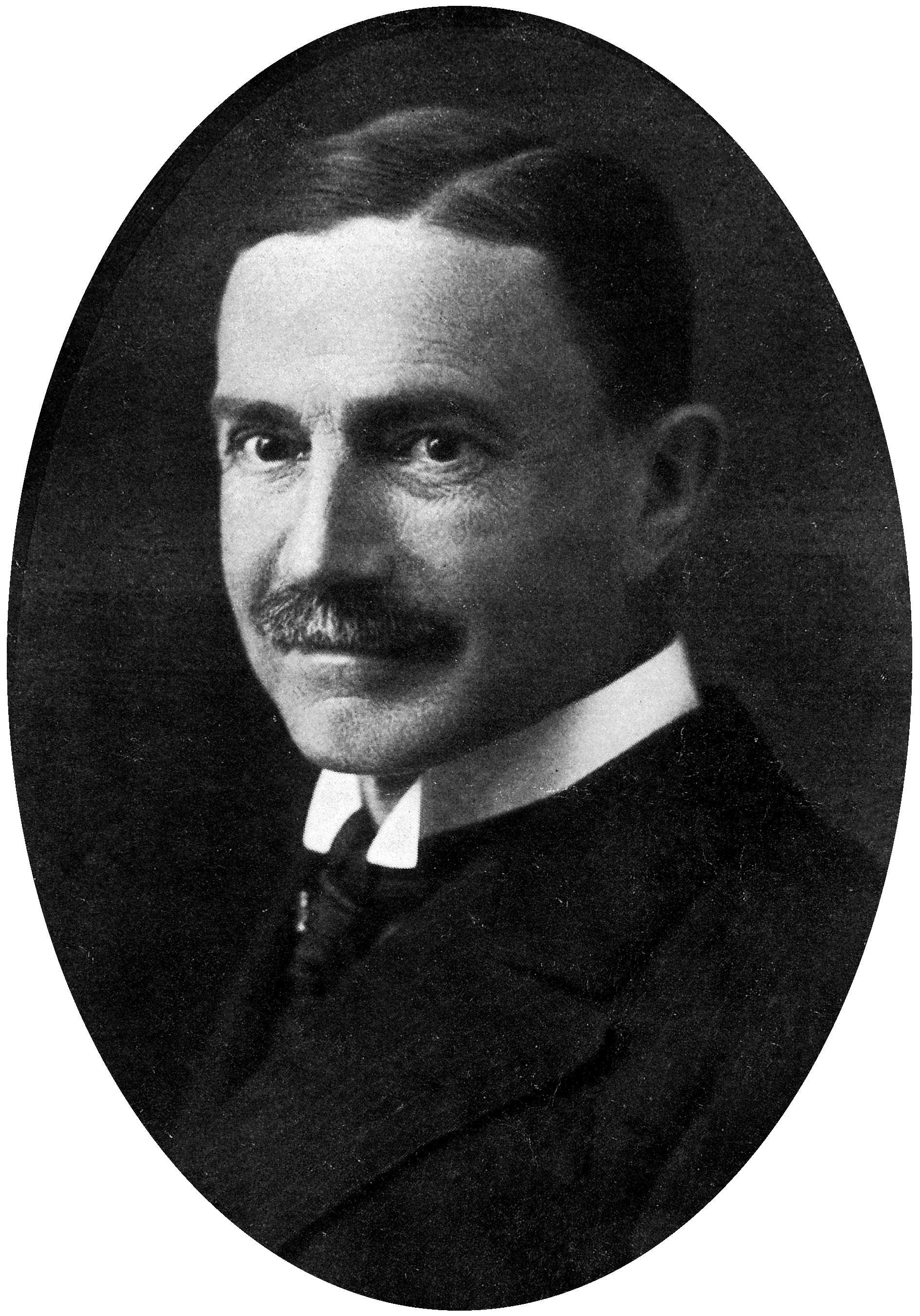
Georg Perthes (1869-1927)

Georg Clemens Perthes (Moers, 17 januari 1869 – Arosa, 3 januari 1927, was een Duits chirurg en een pionier op vlak van röntgenstraling.
In 1891 behaalde hij zijn medisch doctoraat aan de Rheinische Friedrich-Wilhelms-Universiteit. Later ging hij als chirurg aan de slag in Bonn en Leipzig, waar hij werkte met Friedrich Trendelenburg (1844-1924). In 1910 volgde hij Paul von Bruns (1846-1916) op als hoofd van de chirurgische kliniek in Tübingen. In 1900-1901 was hij militair chirurg in de Duitse koloniale zeehaven van Tsingtao (China).
Perthes' primair onderzoek hield radiologische behandeling en therapie in. Hij introduceerde het gebruik van radiologie bij het behandelen van wratten, huid- en borstkanker (mammacarcinoom). Vandaag de dag is hij vooral bekend voor de ziekte van Perthes (een kinderziekte), ook wel bekend als de ziekte van Legg-Calvé-Perthes, een degeneratieve aandoening van het heupgewricht. Perthes nam de eerste röntgenfoto's van een patiënt met dit syndroom in 1898, zijn bevindingen werden echter enkele jaren later gepubliceerd. In Tsingtao had hij de kans om radiologische onderzoeken uit te voeren op de voeten van de Chinese vrouwen die onderworpen waren aan de traditionele voetinbinding.
Als chirurg maakte Perthes verschillende bijdragen, waaronder een procedure van zuigdrainage voor empyeem en het gebruik van een pneumatische manchet voor hemostase tijdens ledemaatoperaties. Ook de proef van Perthes is vernoemd naar Georg Perthes. In 1904 introduceerde hij de kruisvuurbestraling, daarbij harde en gefilterde röntgenbestraling gebruikend.
Perthes stierf aan een beroerte in 1927 in Arosa, Zwitserland.